# Présidence ouest-allemande du Conseil de la Communauté économique européenne en 1964
La présidence ouest-allemande du Conseil de la Communauté économique européenne en 1964 désigne la troisième présidence du Conseil de la CEE effectuée par l'Allemagne de l'Ouest depuis la création de la Communauté économique européenne en 1958.
Elle fait suite à la présidence belge de 1964 et précède celle de la présidence française du Conseil de la Communauté économique européenne à partir du 1er janvier 1995.